# كارلوس خوليو أروسيمينا مونروي
كارلوس خوليو أروسيمينا مونروي (بالإسبانية: Carlos Julio Arosemena Monroy)‏ (و. 1919 – 2004 م) هو سياسي، وبروفيسور (أستاذ جامعي) من الإكوادور ولد في غواياكيل.
تولى منصب رئيس الإكوادور .

## روابط خارجية
- كارلوس خوليو أروسيمينا مونروي على موقع مونزينجر (الألمانية)